# 漁師と殿様
漁師と殿様（りょうしととのさま）とは、日本のおとぎ話の一つである。

## あらすじ
むかしむかしあるところに漁師と殿様がいた。港から船に乗って、沖に出て、漁師と殿様が魚を釣り、鮭を食べて川魚の味を知った殿様。次は海の魚を食べたがり、最後には鯨を欲しがるもとで有名なお話。

## 関連商品
- NHKTPおはなしシリーズ　TP5（NHKサービスセンター）